# Campeonato Potiguar Segunda Divisão 2018
In 2018 werd de 21ste editie van de Campeonato Potiguar Segunda Divisão gespeeld voor voetbalclubs uit de Braziliaanse staat Rio Grande do Norte. De competitie werd georganiseerd door de FNF en werd gespeeld van 15 september tot 6 november. Palmeira werd kampioen.

## Eerste fase

### Groep A
| Plaats | Club              | Wed. | W | G | V | Saldo | Ptn. |
| ------ | ----------------- | ---- | - | - | - | ----- | ---- |
| 1.     | Mossoró           | 4    | 3 | 0 | 1 | 10:4  | 9    |
| 2.     | Visão Celeste     | 4    | 2 | 1 | 1 | 5:4   | 7    |
| 3.     | Atlético Potiguar | 4    | 0 | 1 | 3 | 2:9   | 1    |

|  | Geplaatst voor de tweede fase |

### Groep B
| Plaats | Club     | Wed. | W | G | V | Saldo | Ptn. |
| ------ | -------- | ---- | - | - | - | ----- | ---- |
| 1.     | Alecrim  | 4    | 3 | 0 | 1 | 6:1   | 9    |
| 2.     | Palmeira | 4    | 3 | 0 | 1 | 6:3   | 9    |
| 3.     | Cruzeiro | 4    | 0 | 0 | 4 | 0:8   | 0    |

|  | Geplaatst voor de tweede fase |

## Tweede fase
In geval van gelijkspel worden strafschoppen genomen, tussen haakjes weergegeven
|  | halve finale  | halve finale | halve finale | halve finale |  |          | finale | finale | finale | finale |
|  |               |              |              |              |  |          |        |        |        |        |
|  |               |              |              |              |  |          |        |        |        |        |
|  | Mossoró       | 0            | 3            | 3 (3)        |  |          |        |        |        |        |
|  | Palmeira      | 2            | 1            | 3 (5)        |  |          |        |        |        |        |
|  |               |              |              |              |  | Palmeira | 1      |        | 1      |        |
|  |               |              |              |              |  | Alecrim  | 0      |        | 0      |        |
|  | Alecrim       | 0            | 3            | 3            |  |          |        |        |        |        |
|  | Visão Celeste | 1            | 0            | 1            |  |          |        |        |        |        |

## Kampioen
| Campeonato Potiguar de 2018 - Segunda Divisão |
| Rio Grande do Norte                           |
| --------------------------------------------- |
| PALMEIRA Kampioen (1° titel)                  |